# Tour of the Universe: Barcelona 20/21.11.09
Tour of the Universe: Barcelona 20/21.11.09 — концертний відеоальбом британської групи Depeche Mode, випущений 9 листопада 2010. На альбомі міститься матеріал, знятий Расселом Томасом під вермя концерту у Барселоні, що пройшов 20 листопада і 21 листопада 2009 у рамках гастрольного туру Depeche Mode Tour of the Universe.
Tour of the Universe: Barcelona 20/21.11.09 був випущений у трьох варіантах: DVD і два аудіо-CD, DVD і два аудіо-CD з додатковими матеріалами, і Blu-ray зі спеціальними можливостями. Tour of the Universe: Barcelona 20/21.11.09 є першим релізом групи, який був випущений на форматі Blu-ray.

## Трек-лист
1. In Chains
2. Wrong
3. Hole to Feed
4. Walking in My Shoes
5. It's No Good
6. A Question of Time
7. Precious
8. Fly on the Windscreen
9. Jezebel
10. Home
11. Come Back
12. Policy of Truth
13. In Your Room
14. I Feel You
15. Enjoy the Silence
16. Never Let Me Down Again
17. Dressed in Black
18. Stripped
19. Behind the Wheel
20. Personal Jesus
21. Waiting for the Night